# Ваља Фрациеј (Муреш)
Ваља Фрациеј (рум. Valea Frăției) насеље је у Румунији у округу Муреш у општини Ваља Ларга. Oпштина се налази на надморској висини од 301 m.

## Становништво
Према подацима из 2002. године у насељу је живело 207 становника, од којих су сви румунске националности.